# Бадер, Рене
Рене Бадер (нем. René Bader; 7 августа 1922, Базель — 1995, там же) — швейцарский тренер и футболист, игравший на позиции нападающего. Выступал за команды «Базель» и «Биль-Бужан». 
В составе сборной Швейцарии сыграл 22 матча, забил один гол — участник чемпионата мира 1950 года.

## Клубная карьера
Рене Бадер начинал футбольную карьеру в клубе «Базель», играл на позиции нападающего. В сезоне 1944/45 он забил 11 голов в чемпионате Швейцарии, став лучшим бомбардиром своей команды. «Базель» в том сезоне занял 13-е место и отправился во второй дивизион, но спустя сезон команда вернулась в элитный дивизион. 
В сезоне 1946/47 Рене забил 10 голов в чемпионате, а его команда заняла 4-е место. В том же сезоне «Базель» дошёл до финала кубка страны, в котором встретился с «Лозанной». В полуфинале кубка они одолели «Гренхен» со счётом 2:1, благодаря голу Бадера на 52-минуте. В финале, состоявшемся 7 апреля 1947 года в Берне, «Базель» разгромил своего оппонента со счётом 3:0. Рене отличился одним забитым голом, а его одноклубник Пауль Штёклин стал автором дубля.
В 1952 году Бадер стал играющим тренером в «Базеле» и в первом же сезоне выиграл с командой чемпионат, опередив «Янг Бойз» на четыре очка. В победном сезоне он забил 9 голов в 20 матчах чемпионата. 
За одиннадцать лет в «Базеле» Рене забил 117 голов в 270 матчах чемпионата Швейцарии. В июле 1956 года перешёл в клуб «Биль-Бужан» из города Биль. В сезоне 1958/59 вновь был главным тренером «Базеля».

## Сборная Швейцарии
В составе сборной Швейцарии Рене дебютировал 14 сентября 1946 года в товарищеском матче против Чехословакии, ранее он сыграл несколько неофициальных матчей, в том числе за вторую сборную. Встреча завершилась со счётом 3:2 в пользу чехословаков.
В июне 1950 года Бадер отправился со сборной на чемпионат мира в Бразилию. На турнире он сыграл во всех трёх матчах группы — против Югославии, Бразилии и Мексики. Во встрече с мексиканцами Рене забил свой единственный гол на турнире, а его команда заняла только третье место и не смогла выйти в финальную часть чемпионата. 
Последнюю игру за сборную Рене провёл 27 июня 1953 года против Дании, тем не менее через год он попал в расширенный список сборной на домашний чемпионат мира, но в окончательный состав не попал. За семь лет в сборной сыграл 22 матча, отличился одним голом.

## Достижения
«Базель»
- Чемпион Швейцарии: 1952/53
- Обладатель Кубка Швейцарии: 1946/47
- Победитель Национальной Лиги Б: 1945/46